# Lanja
Lanja es una ciudad censal situada en el distrito de Ratnagiri en el estado de Maharashtra (India). Su población es de 14377 habitantes (2011). Se encuentra a 33 km de Ratnagiri.

## Demografía
Según el censo de 2011 la población de Lanja era de 14377 habitantes, de los cuales 7173 eran hombres y 7204 eran mujeres. Lanja tiene una tasa media de alfabetización del 92,35%, superior a la media estatal del 82,34%: la alfabetización masculina es del 95,90%, y la alfabetización femenina del 88,82%.